# Чамлъджа (хълм)
Чамлъджа (на турски: Çamlıca Tepesi), известен още като Големият хълм Чамлъджа (на турски: Büyük Çamlıca Tepesi), за да се разграничи от близкия Малък хълм Чамлъджа (на турски: Küçük Çamlıca Tepesi), е хълм в район Юскюдар в азиатската част на Истанбул, Турция. На 288 м над морското равнище хълмът Чамлъджа предлага панорамна гледка към южната част на Босфора и устието на Златния рог.
Хълмът е популярна атракция за посетители с османски тематични чайни, кафенета и ресторант в обществен парк с монументални дървета, цветни градини и фонтани, управляван от Голяма община Истанбул.

## Забележителности

### Чамлъджа джамия
След завършването си през 2019 г. Чамлъджа джамия се превръща в най-голямата джамия в Мала Азия, способна да побере 63 000 души и включваща музей, художествена галерия, библиотека, конферентна зала и подземен паркинг.

### Кулата Чамлъджа
Преди 2021 г. множество радио мачти и кули (като телевизионната кула Чамлъджа TRT) заемат голяма част от наличната земя на хълма. Турското министерство на транспорта и инфраструктурата решава да консолидира всички съоръжения за излъчване в една кула, освобождавайки голяма част от земята на хълма. Новата кула е висока 369 м  и включва площадки за наблюдение и ресторанти. Кулата Чамлъджа (Çamlıca Kulesi) е тържествено открита на 29 май 2021 г.
|  | Тази страница частично или изцяло представлява превод на страницата Çamlıca Hill в Уикипедия на английски. Оригиналният текст, както и този превод, са защитени от Лиценза „Криейтив Комънс – Признание – Споделяне на споделеното“, а за съдържание, създадено преди юни 2009 година – от Лиценза за свободна документация на ГНУ. Прегледайте историята на редакциите на оригиналната страница, както и на преводната страница, за да видите списъка на съавторите. ВАЖНО: Този шаблон се отнася единствено до авторските права върху съдържанието на статията. Добавянето му не отменя изискването да се посочват конкретни източници на твърденията, които да бъдат благонадеждни. |